# Кобзар Грицько
Грицько Кобзар (роки народження і смерті невідомі) — запорожець, кобзар, учасник Коліївщини.

## З життєпису
Грицько Кобзар разом з іншими запорожцями потрапив до турецької неволі, втерся в довіру до яничарів. Ті наказали наглядати йому за 20-ма невільниками.
Грицько придбав для своїх побратимів турецький одяг і випустив їх на волю. За це, розлючені турки викололи відважному кобзареві очі й відпустили на волю.
Він повернувся в Україну, добрався до рідного краю (він був родом з Іржавця Прилуцького повіту), грав на кобзі та співав «козацьких пісень, котрі про воїнство», як вони воювали, як вони з полону тікали. Коли спалахнула Коліївщина — став на чолі одного з гайдамацьких загонів.
Селяни обожнювали Грицька Кобзаря, складали про нього легенди. Одну з них записав Павло Чубинський:
| «У Канівському лісі, недалеко від Канєва, вбиті два ватажки: Грицько Кобзар і Підкова… Їх обох там і поховали… Те місце й досі звуть канівці «Кобзарів шпиль». |